# Cenzura w Polsce

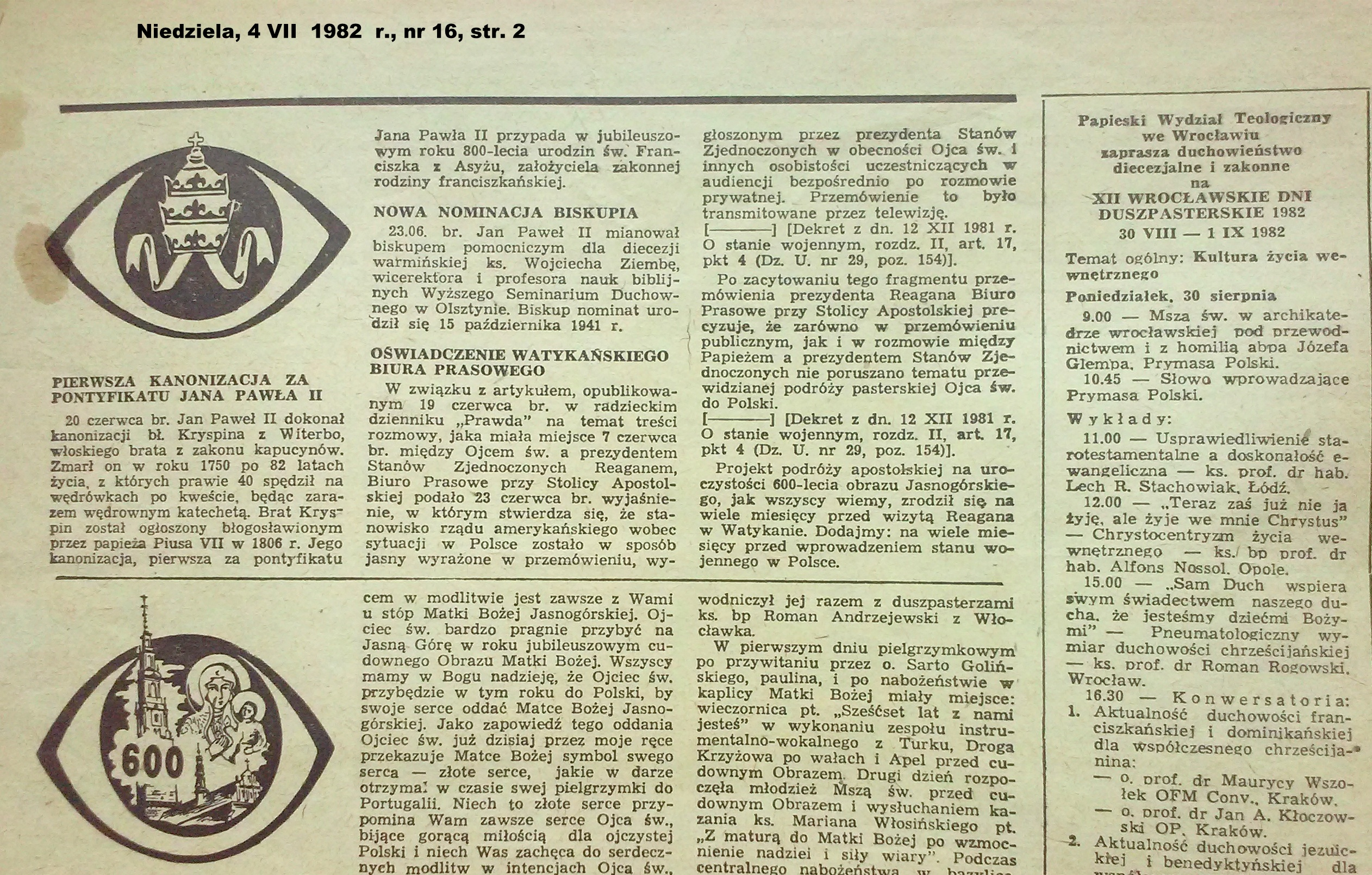
Ocenzurowany tekst tygodnika „Niedziela” z 4 lipca 1982 r.

Cenzura w Polsce – historia cenzury w Polsce sięga końca XV wieku i związana jest z wynalezieniem druku oraz ideą reformacji.

## Historia

### Rzeczpospolita Obojga Narodów
W okresie I RP cenzurowane były m.in. publikacje których treści nie były zgodne z doktryną Kościoła katolickiego, a także treści uznane za atak na panujących władców. Z inicjatywy biskupa Bernarda Maciejowskiego w 1603 roku wydano w Krakowie pierwszy polski indeks ksiąg zakazanych. W końcowym okresie I RP cenzura w Polsce była słabsza niż w wielu innych krajach europejskich. Po stłumieniu insurekcji kościuszkowskiej, rosyjski komendant Warszawy gen. Friedrich von Buxhoeveden funkcję głównego cenzora powierzył biskupowi Janowi Albertrandiemu.

### Królestwo Kongresowe
W Królestwie Polskim funkcję cenzora pełnił ksiądz Adam Królikiewicz. Po skardze biskupów polskich złożonej carowi Aleksandrowi I Romanowowi po wydaniu w 1820 roku publikacji Podróż do Ciemnogrodu (krytycznej wobec kleru), ksiądz Królikiewicz został usunięty ze stanowiska cenzora, a Stanisław Kostka Potocki zdymisjonowany ze stanowiska ministra Wyznań Religijnych i Oświecenia Publicznego. W okresie rozbiorów, zaborcy cenzurowali nawet słowo „Polska”.

### Galicja
Obowiązywała w niej austriacka „Ustawa prasowa”, która stosowała cenzurę prewencyjną: „Z każdego pojedynczego numeru lub zeszytu periodycznego pisma drukowego winien drukarz [...] przynajmniej na 24 godziny przed rozdaniem lub rozesłaniem złożyć jeden egzemplarz u władzy bezpieczeństwa, znajdującej się w miejscu wydania, a w miejscu gdzie prokurator ma swą siedzibę, także u niego”

### II Rzeczpospolita
Prawodawstwie polskie odziedziczyło cenzurę po zaborcach w ramach zwalczania „fałszywych wiadomości” i nie wahało się z niego korzystać ad hoc, na przykład w często adaptowanym „Rozporządzeniu Prezydenta Rzeczypospolitej [...] zmieniającym niektóre postanowienia ustaw karnych o rozpowszechnianiu nieprawdziwych wiadomości i o zniewagach”. Potem to narzędzie systematyzowano (typizowano) w kodeksie karnym, a jej ofiarami byli często autorzy o poglądach lewicowych lub naruszających szeroko pojętą moralność. Unikanie represji cenzury państwowej dotyczącej organu prasowego Niezależnej Partii Chłopskiej uzyskiwano przez częstą zmianę tytułu periodyku. W 1926 roku w wyniku ingerencji cenzury, stonowano treści niewygodne dla kleru w wydawanej powieści Marii Jehanne Wielopolskiej noszącej tytuł Kryjaki.

### Okupacja niemiecka
Bardzo intensywna cenzura miała miejsce w czasie okupacji niemieckiej. Równocześnie na terytoriach zajętych przez ZSRR działała cenzura sowiecka.

### Polska Ludowa
Cenzura miała miejsce również w okresie Polskiej Rzeczypospolitej Ludowej, gdzie cenzurowano prace zgodnie z linią tzw. władzy ludowej. Ofiarą cenzury padła twórczość Wacława Kostka-Biernackiego, łącznie z Diabłem zwycięzcą i decyzją Centralnego Zarządu Bibliotek Ministerstwa Kultury i Sztuki podlegała od 1 października 1951 natychmiastowemu wycofaniu z bibliotek. Kolejnym etapem było zniszczenie wszystkich wycofanych egzemplarzy. Podobnie postąpiono z twórczością Benito Mussoliniego. Wszystkie jego utwory objęto w 1951 roku zapisem cenzury w Polsce, z natychmiastowym wycofaniem z bibliotek.
Zdarzały się przypadki współpracy cenzury świeckiej z cenzurą religijną (Kościoła rzymskokatolickiego) związane ze sprawami obyczajowymi. Profesor Stanisław Obirek podaje jako przykład twórczość Tadeusza Różewicza i Jerzego Grotowskiego. Wspomina także o kontroli korespondencji stosowanej przez władze zakonne w okresie jego nowicjatu.

### III Rzeczpospolita
Szeroko zakrojona instytucjonalna cenzura prewencyjna w okresie normalnego funkcjonowania państwa została oficjalnie zniesiona w Polsce w 1990 r. wraz z likwidacją Głównego Urzędu Kontroli Prasy, Publikacji i Widowisk. Cenzura prewencyjna jest natomiast nadal przewidziana na wypadek stanu wojennego lub wyjątkowego; organem cenzorskim ma być wówczas właściwy wojewoda. Ponadto cenzurowana jest korespondencja osób tymczasowo aresztowanych albo pozbawionych wolności.